# Fabrini Bevilaqua Costa
Fabrini Bevilaqua Costa (* 15. Mai 1986) ist eine brasilianische Fußballschiedsrichterassistentin.
Bevilaqua Costa leitet seit der Saison 2020 Spiele in der brasilianischen Série A.
Seit 2020 steht sie auf der Liste der FIFA-Schiedsrichter und ist an der Spielleitung internationaler Fußballpartien beteiligt.
Anfang 2024 wurde Bevilaqua Costa als Schiedsrichterassistentin von Edina Alves Batista für die Olympischen Sommerspiele 2024 in Paris nominiert.